# Чапаевка (Костанайская область)
Чапаевка (каз. Чапаев) — село в Сарыкольском районе Костанайской области Казахстана. Входит в состав Комсомольского сельского округа. Код КАТО — 396239400.

## Население
В 1999 году население села составляло 216 человек (115 мужчин и 101 женщина). По данным переписи 2009 года, в селе проживало 156 человек (85 мужчин и 71 женщина).